# 100-й отдельный гвардейский зенитный артиллерийский дивизион
100-й отдельный гвардейский зенитный артиллерийский дивизион — воинская часть вооружённых сил СССР в Великой Отечественной войне.

## История
Дивизион сформирован в 1945 году.
В составе действующей армии с 21.02.1945 по 11.05.1945 года.
В марте 1945 года вошёл в состав 53-й гвардейской дивизионной артиллерийской бригады
- О боевом пути полка смотри статью 53-я гвардейская дивизионная артиллерийская бригада
- О боевом пути бригады смотри статью 37-й гвардейский стрелковый корпус

## Полное наименование
- 100-й отдельный гвардейский зенитный артиллерийский дивизион

## Подчинение
| Дата            | Фронт (округ)        | Армия                 | Корпус                             | Дивизия                             | Бригада                                             | Примечания |
| --------------- | -------------------- | --------------------- | ---------------------------------- | ----------------------------------- | --------------------------------------------------- | ---------- |
| 01.01.1945 года | -                    | -                     | -                                  | -                                   | -                                                   | нет данных |
| 01.02.1945 года | -                    | -                     | -                                  | -                                   | -                                                   | нет данных |
| 01.03.1945 года | 2-й Украинский фронт | 9-я гвардейская армия | 37-й гвардейский стрелковый корпус | 98-я гвардейская стрелковая дивизия | 53-я гвардейская дивизионная артиллерийская бригада | -          |
| 01.04.1945 года | 3-й Украинский фронт | 9-я гвардейская армия | 37-й гвардейский стрелковый корпус | 98-я гвардейская стрелковая дивизия | 53-я гвардейская дивизионная артиллерийская бригада | -          |
| 01.05.1945 года | 3-й Украинский фронт | 9-я гвардейская армия | 37-й гвардейский стрелковый корпус | 98-я гвардейская стрелковая дивизия | 53-я гвардейская дивизионная артиллерийская бригада | -          |